# カリカナタ
カリカナタ（本名、田中 利佳（たなか りか）、1978年1月1日（47歳） - ）は、かつてホリプロで活動していた女性お笑い芸人。恋のから騒ぎの6期生であり、「群馬ちゃん」というニックネームで親しまれていた。

## 略歴
1999年4月10日から2000年3月25日にかけ、恋のから騒ぎに6期生として出演。番組内では「群馬ちゃん」というニックネームで親しまれた。
その後お笑い芸人となり、活動当初はワンフォール・ウエストという事務所に所属。「ニコニコ実験室」という女性コンビを組んでいたが1年足らずで解散、その後男性2人と「カモフラ実験室」というトリオを組んだが半年ほどで解散した。
2001年、つぶやきシローに憧れていた影響からホリプロに所属する。
2005年9月、お見合いパーティーで知り合った1歳下の警察官と結婚し、芸人としての活動に終止符を打った。引退はホリプロライブで発表された。

## 芸風・人物
- 朴訥や素朴なトークが笑いを誘う女ピン芸人。彼女が憧れているホリプロの先輩、つぶやきシローと同じように、自分の世界に入り込んだトークをする。
- ピン活動時は「噛めば噛むほど味が出る、究極の癒し系芸人」を売りにしていた。また、デビューのキッカケは8時だよ!全員集合のメンバーになりたかったから[2]。
- 中学時代、新日本プロレスにハマっていた。「週刊ゴング」や「週刊プロレス」の切り抜きやポスターを自室の壁に貼りまくり、朝晩スタン・ハンセンや長州力のテーマをかけながら受験勉強をしていた。また、当時好きだったレスラーは平成維震軍に所属する齋藤彰俊だった[2]。

## 出演

### テレビ番組
- 恋のから騒ぎ（日本テレビ）
- ジャングルTV 〜タモリの法則〜（毎日放送）
- ワンダフル（TBSテレビ）
- 笑いの金メダルjr. くりぃむ杯（テレビ朝日）
- ゲンセキ（TBSテレビ）
- 深夜の星 超仮説Xリーグ（TBSテレビ）
- Goro's Bar（TBSテレビ）

### DVD
- さまぁ〜ず ライブ4 （2003年、於アートスフィア）
- 『ホリプロお笑い 紅白ネタ合戦』（2004年8月28日収録　於ABC会館ホール　2006年3月1日発売）ポニーキャニオン
- つぶやきシロー「だいぃ〜ん」×「うそぉ〜ン」（2004年、副音声コメンタリティー）
- さまぁ〜ず ライブ5 （2005年、於原宿クエストホール）

### ライブ
DVDで販売されているものを除く
- ホリプロ主催のライブ（ホリプロお笑いライブ、ホリプロお笑いジェンヌライブなど）
- 新人コント大会
- 東京腸捻転第2部 「東京面断平 -唯我独尊!-」